# Descendenții reginei Victoria a Regatului Unit

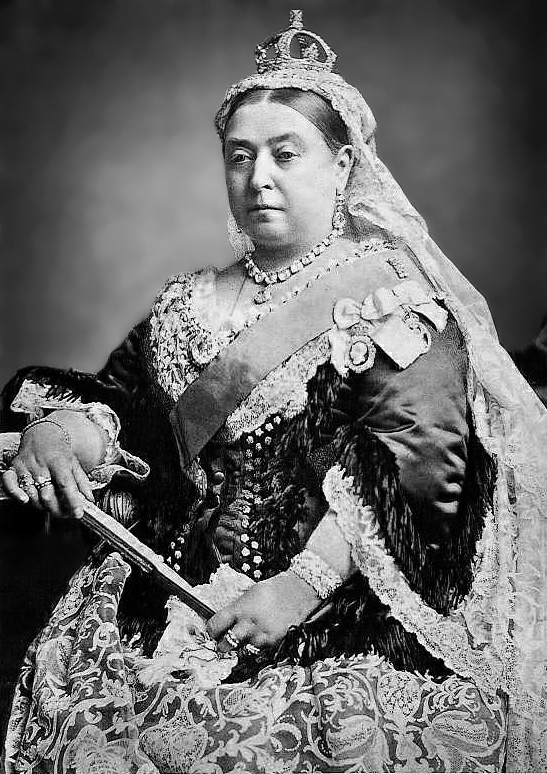
Regina Victoria a Regatului Unit la Jubileul de Aur, 1887.

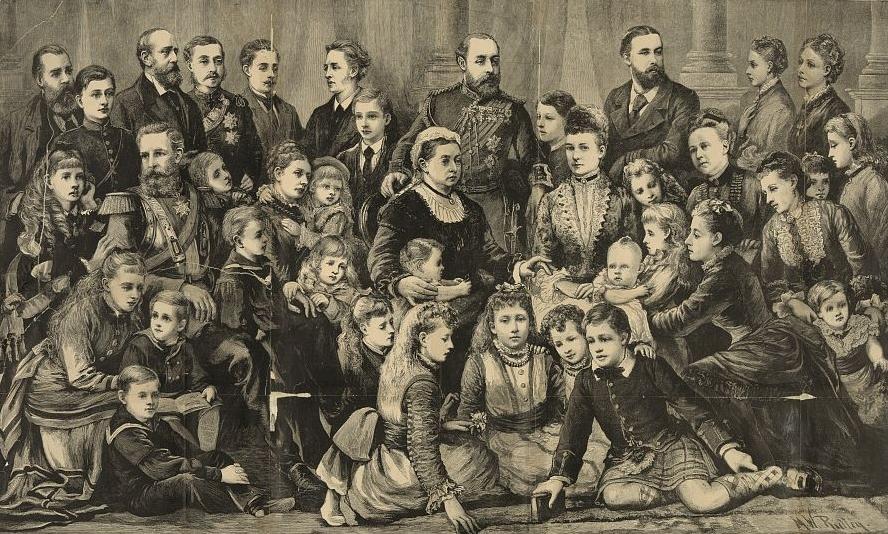
„Maiestatea Sa regina Victoria și membri ai familiei regale”, ilustrație ziar v. 44, nr. 1137 (14 iulie 1877)

Numele de „bunica Europei”, dat reginei Victoria este cu siguranță un clișeu, dar care acoperă o realitate printr-un șir de căsătorii politice ale copiilor și nepoților săi, regina Marii Britanii și a Irlandei, Împărăteasă a Indiei, a încheiat un parteneriat cu cele mai multe monarhii europene.
Puterea reală a descendenților Victoriei în statele lor, în secolul al XX-lea nu ar trebui să fie exagerată, iar unele dinastii încă în vigoare la începutul secolului al XXI-lea nu sunt altceva decât simboluri.
Putem găsi de asemenea unele evoluții interesante în alte domenii, cum ar fi, de exemplu:
- în plan medical, gena hemofiliei printre descendentele Victoriei;
- în plan genealogic, studiul căsătoriilor cosanguine;
- în plan demografic și statistic: în 1997, la 157 de ani după nașterea primului copil al reginei, un autor (Marlene A. Eilers, în  Queen Victoria’s Descendants) a numărat 816 descendenți ai cuplului regal iar altul (Allan Raymond, în Queen Victoria – Descendants statistic pages) a estimat 1010 la începutul anului 2010. Statistica vârstei medii sau a duratei de viață este ridicată;
- în plan geografic: putem măsura astăzi deschiderea Europei către lume prin descoperirea legăturilor atât în Australia în Africa de Sud, Statele Unite ale Americii și Brazilia.

Victoria și Albert au avut 42 de nepoți (20 băieți și 22 fete), din care doi (fiul cel mic al Prințului Alfred și fiul cel mic al Prințesei Helena) au murit la naștere iar alți doi (Prințul Alexander John de Wales și Prințul Harold de Schleswig-Holstein) au murit la scurt timp după naștere. Primul nepot a fost viitorul împărat german Wilhelm al II-lea; a fost primul născut al primului copil al reginei Victoria, Victoria, Prințesă Regală la 27 ianuarie 1859. Cel mai mic nepot a fost Prințul Maurice de Battenberg născut la 3 octombrie 1891 de Prințesa Beatrice, cel mai mic copil al reginei Victoria și ultimul ei copil care a murit. 
Ultimul nepot care a murit a fost Prințesa Alice, Contesă de Athlone (născută la 25 februarie 1883 de Ducele și Ducesa de Albany); a murit la 3 ianuarie 1981 la aproape 102 ani, la exact 80 de ani după decesul bunicii ei. 
Prințul Consort Albert (1819 – 1861) a trăit suficient cât să-și vadă primul copil căsătorit și doi dintre nepoți născuți (Wilhelm, 1859–1941, și sora sa Charlotte a Prusiei, 1860–1919) în timp ce regina Victoria (1819 - 1901) și-a văzut nu numai toții nepoții născuți dar și mulți din cei 85 de strănepoți. 
Decesul reginei Victoria din ianuarie 1901 a fost precedat de decesul a trei dintre copiii ei (Prințesa Alice în decembrie 1878, Prințul Leopold în martie 1884 și Prințul Alfred în iulie 1900) și a fost urmat la scurtă vreme de decesul Prințesei Regale din august 1901. În afară de cei patru nepoți care au murit la naștere sau imediat după, regina Victoria a supraviețuit câtorva nepoți:
1. Prințul Sigismund al Prusiei, care a murit în 1866 de meningită.
2. Prințul Friedrich de Hesse și de Rin, care a fost hemofil și a murit în 1873 după ce a căzut de la fereastra dormitorului mamei lui.
3. Prințesa Marie de Hesse și de Rin, care a murit în 1878 de difterie.
4. Prințul Waldemar al Prusiei, care a murit în 1879 de difterie.
5. Prințul Albert Victor, Duce de Clarence, care a murit în 1892 de o epidemie de gripă.
6. Prințul Alfred de Edinburgh, care a murit în 1899 în urma rănilor pe care și le-a făcut în încercarea de a se sinucide cu un revolver.
7. Prințul Christian Victor de Schleswig-Holstein, care a murit de malarie în octombrie 1900, în timp ce servea ca ofițer în Africa de Sud în timpul războiului bur.

Cel mai longeviv strănepot al reginei Victoria a fost Carl Johan Bernadotte (1916-2012).

## Victoria și soțul ei
Germanul Albert de Saxa-Coburg-Gotha a fost văr primar cu Victoria, deoarece a fost al doilea fiu al lui Ernest I de Saxa-Coburg-Gotha (1784-1844), care era fratele mai mare al mamei reginei, ce purta tot prenumele Victoria (1786-1861).
Originea Victoriei a fost puțin legată de Anglia, deoarece, în afară de mama ei germană, tatăl său a aparținut Casei de Hanovra, Casă care a domnit în Marea Britanie din 1714, în timp ce fiecare generație s-a căsătorit cu o prințesă germană. Trei din cei patru bunici ai reginei au fost germani așa cum germani au fost șapte din cei opt străbunici, dacă-l putem numi „englez” pe cel de-al optulea, Frederick, Prinț de Wales, care avea o mamă germană și un tată cu origini germane.
Căsătoria a fost una fericită și a durat 21 de ani până la moartea Prințului Consort în 1861.

## Copiii Victoriei și ai lui Albert

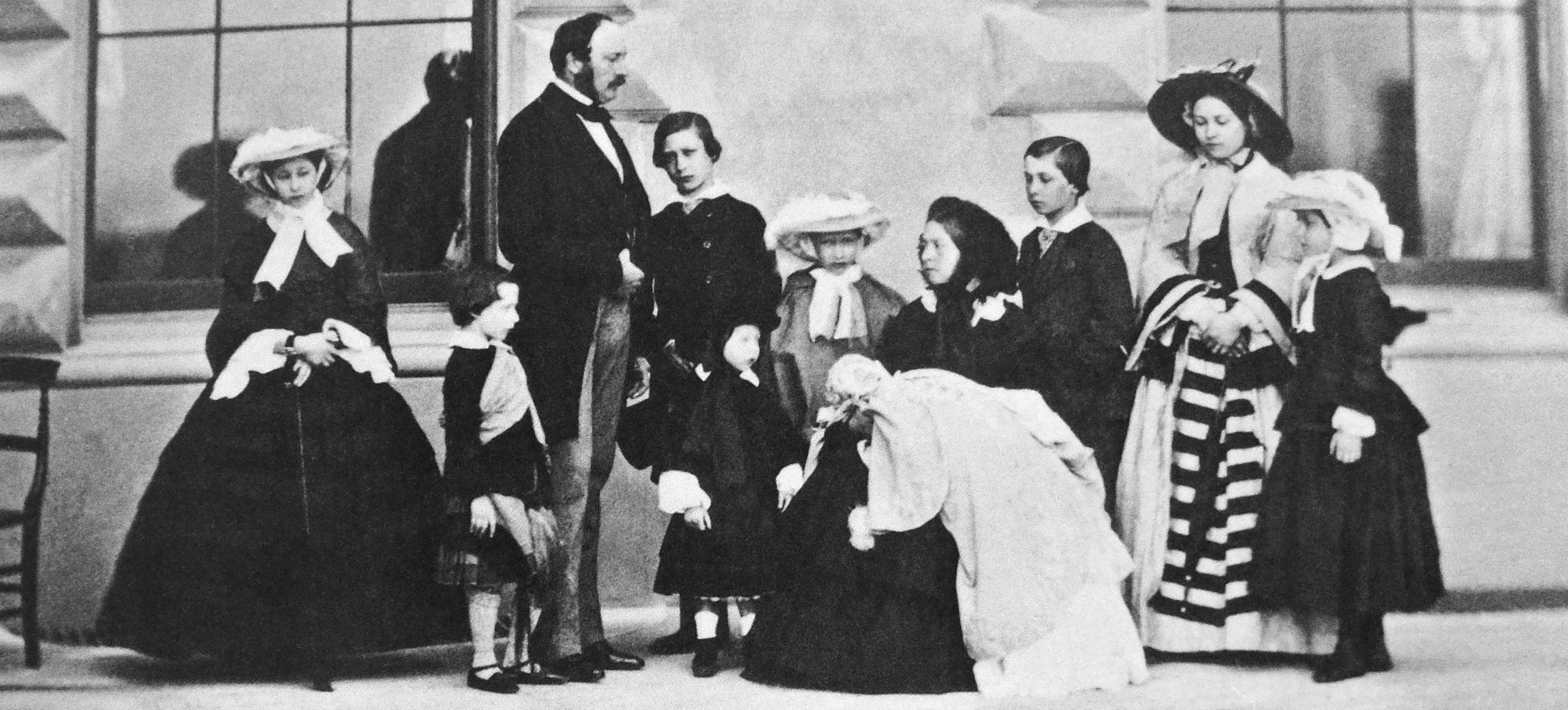
Prințul Albert, regina Victoria și cei nouă copii ai lor.
De la stânga la dreapta: Alice, Arthur (mai târziu Duce de Connaught), Prințul Consort (Albert), Prințul de Wales (mai târziu Eduard VII), Leopold (mai târziu Duce de Albany, în fața Prințului de Wales), Louise, regina Victoria cu Beatrice, Alfred (mai târziu Duce de Edinburgh), Prințesa Regală (Victoria) și Helena.

Cinci fete și patru băieți s-au născut între 1840, data căsătoriei și nașterea primei fiice și 1857, data de naștere a ultimului vlăstar, Beatrice. 9 copii în 17 ani, mai mult de un copil la fiecare douăzeci și două luni. În ordine cronologică aceștia sunt:
- Victoria Mary Adelaide Louise (1840-1901), numită „Vicky”
- Albert Edward (1841-1910), numit „Bertie”
- Alice Maud Mary (1843-1878)
- Alfred Ernest Albert (1844-1900)
- Helena Augusta Victoria (1846-1923), numită „Lenchen”
- Louise Caroline Alberta (1848-1939)
- Arthur William Patrick Albert (1850-1942)
- Leopold George Duncan Albert (1853-1884)
- Beatrice Mary Victoria Feodore (1857-1944)

### Victoria: Prusia - Hanovra - Hesse - Grecia - Spania - România - Italia - Iugoslavia

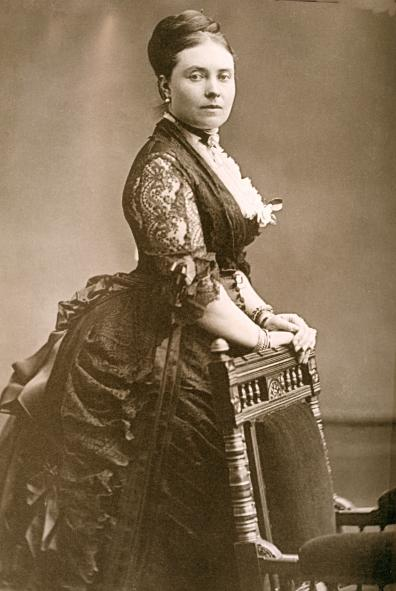
Victoria, împărăteasă germană

Victoria a Marii Britanii, copilul preferat al reginei a fost măritată din dorința reginei cu cea mai bună partidă europeană, moștenitorul Prusiei, Prințul Frederic. A deținut titlul de împărăteasă doar 99 zile deoarece soțul ei a decedat în urma unui cancer la gât. Restul vieții sale a fost împărțit între umilințe la care fiul său Wilhelm al II-lea a supus-o și redactarea unei largi corespondențe cu familia sa.
Victoria și Frederic au avut opt copii: kaiserul Wilhelm al II-lea al Germaniei (1859-1941), Charlotte a Prusiei (1860-1919), Heinrich al Prusiei (1862-1929), Sigismund al Prusiei (1864-1866), Victoria a Prusiei (1866-1929), Waldemar al Prusiei (1868-1879), Sofia a Prusiei (1870-1932) și Margareta a Prusiei (1872-1954)
Trei persoane din această listă merită o atenție în ceea ce privește genealogia:
Primul este împăratul Wilhelm al II-lea el însuși tată a șapte copii, șase băieți și o fată care au dus la formarea unei familii mari. Unul din nepoții săi, Friedrich George al Prusiei (1911-1966), s-a căsătorit cu Brigid Guinness, membră a unei familii anglo-irlandeze de berari care produc berea cu același nume, iar fiica acestuia din urmă, Antonia a Prusiei (n. 1955), s-a căsătorit cu un descendent al lui Wellington.

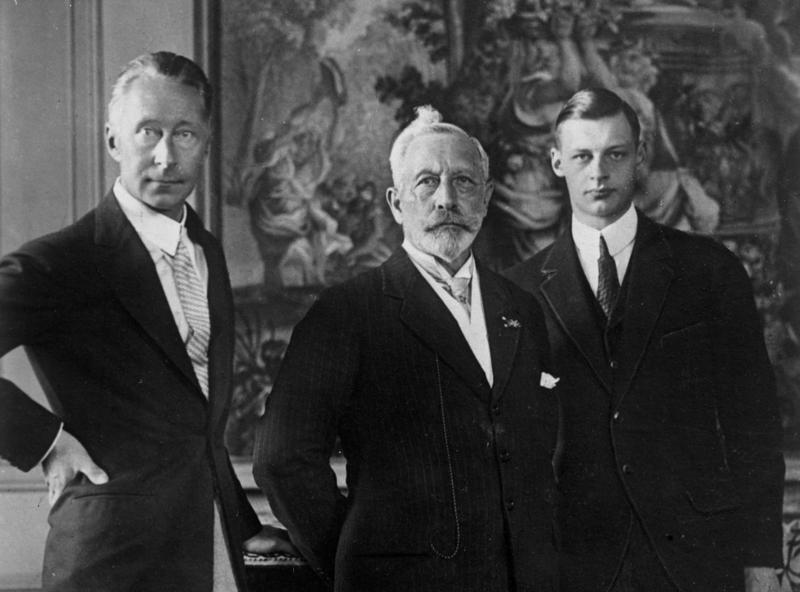
Fiul cel mare al Prințesei Victoria, kaiserul Wilhelm al II-lea al Germaniei (centru) împreună cu fiul său cel mare Wilhelm, Prinț Moștenitor (stânga) și cu fiul cel mare al acestuia, Prințul Wilhelm al Prusiei (dreapta).

Singura fiică a împăratului, Victoria-Louise, s-a căsătorit din dragoste cu Ernest Augustus, Duce de Brunswick, Șeful Casei de Hanovra, având reputația de dușman al Hohenzollernilor care a deposedat Germania de statele sale din nord. Nepotul său, actualul Șef al Casei de Hanovra este Ernst-August de Hanovra (n. 1954) care s-a căsătorit a doua oară cu prințesa Caroline de Monaco (n. 1957).
Fiica Victoriei-Louise, Frederica de Hanovra (1917-1981), a devenit regină a Greciei prin căsătoria cu Paul I al Greciei (1901-1964), care au fost părinții actualei regine a Spaniei Sofía  (n. 1938) și a fostului rege Constantin al II-lea al Greciei (n. 1940).
În ceea ce o privește pe Sofia a Spaniei, ne întâlnim cu primul caz de dublă moștenire de la Victoria: regina Spaniei este stră-stră-strănepoată prin mama ei (Sofia a Spaniei - Frederica de Hanovra - Victoria Luise a Prusiei - Wilhelm II - Victoria a Marii Britanii - Victoria) și stră-stră-nepoată prin tatăl ei (Sofia a Spaniei - Paul I al Greciei - Sofia a Prusiei - Victoria a Marii Britanii - Victoria).
Un caz interesant a fost căsătoria Sofiei a Spaniei cu Juan Carlos al Spaniei (stră-strănepot al Victoriei). Tinerii Bourbons ai familiei regale spaniole au deci, prin mama și tatăl lor, sânge german. Astăzi familiile regale simt nevoia să se integreze în țările de origine și chiar și ultimele bastioane care au protejat sângele regal, Spania și Regatul Unit, nu se mai pot opune căsătoriilor cu oameni obișnuiți.
Al doilea fiu al Victoriei-Louise, George Wilhelm de Hanovra (1915-2006), s-a căsătorit cu o prințesă greacă, Sofia, fiica Prințului Andrei al Greciei și sora Prințului Filip, Duce de Edinburgh care este soțul actualului monarh al Regatului Unit, Elisabeta a II-a a Regatului Unit. Deci, copiii lor George și Frederica de Hanovra sunt verișorii germani ai prinților Charles, Anne, Andrew și Edward ai Angliei.

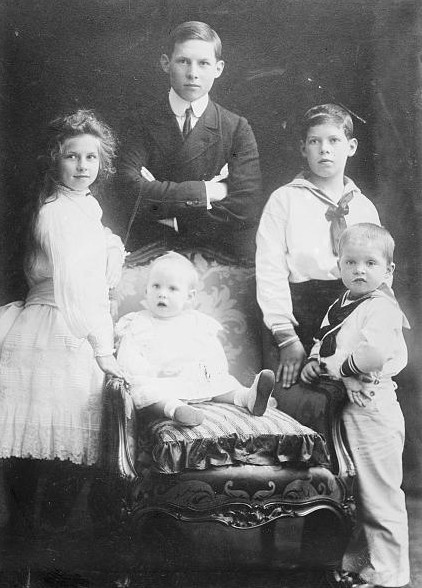
Cinci dintre copiii regelui Constantin I al Greciei, în ordine cronologică: George, Alexandru, Elena, Paul și Irene, 1905.

Al treilea fiu al Prințesei Victoria, Prințul Heinrich al Prusiei (1862-1929), s-a căsătorit în 1888 cu o altă nepoată a reginei Victoria: Prințesa Irene de Hesse, fiica Alicei, fiind primul cuplu cronologic de căsătorie cosanguină printre descendenții reginei Victoria.
Al cincilea copil al Prințesei Victoria, Prințesa Victoria a Prusiei, n-a ezitat să se căsătorească a doua oară cu omul de rând Alexandre Zoubkoff (1900-1936). A fost pentru prima dată în familia prusacă.
Al șaptelea copil al Prințesei Victoria, Sofia a Prusiei, a devenit regină a Greciei prin căsătoria cu Constantin I al Greciei și a adus sânge prusac în familia Schleswig-Holstein-Sonderburg-Glücksburg din Grecia. Cei doi au avut șase copii; trei fii care au devenit regi ai Greciei (George al II-lea, Alexandru I și Paul I) și trei fiice: regina României, Elena a Greciei (1896-1982), care s-a căsătorit cu un alt descendent al reginei Victoria, regele Carol al II-lea al României; regina Croației, Irene, căsătorită cu ducele de Aoste care a devenit rege al Croației sub numele Tomislav II; și Ecaterina. Prin Irene a Greciei, Sofia este, de asemenea, bunica unuia dintre cei doi pretendenți actuali la tronul 
din Italia, Amedeo de Savoia, creându-se astfel legătura genealogică dintre Victoria și familia regală din Italia. Prima soție a lui Amedeo, Claude de Orléans, este fiica Prințului Henri, Conte de Paris.
Strănepoata ei Alexandra a Greciei (singurul copil al nepotului ei Alexandru I al Greciei) s-a căsătorit cu regele Petru al II-lea al Iugoslaviei. 
În concluzie, se constată că descendenții prusaci ai Victoriei s-au răspândit în întreaga Europă prin căsătorii cu britanici, spanioli, francezi, italieni, greci, iugoslavi, români, ruși, suedezi sau americani. Mai aventuroasă a fost Prințesa Stephanie a Prusiei (n. 1966), stră-strănepoata lui Wilhelm II, care s-a căsătorit cu tanzanianul Bao Mbaraka Amadi (n. 1956) cu care are patru copii.

### Eduard al VII-lea: Regatul Unit - Norvegia

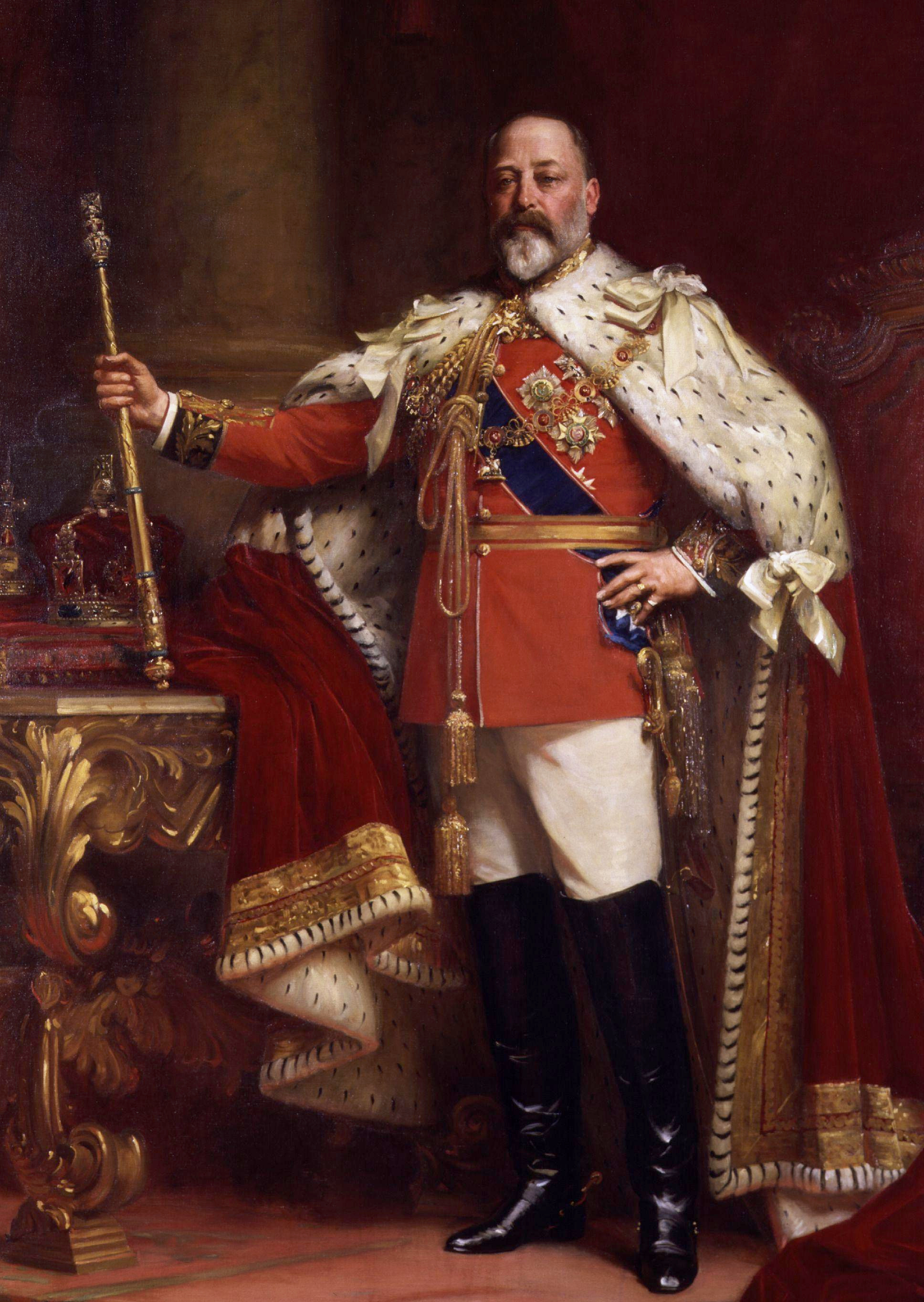
Eduard, rege al Regatului Unit

Descendenții regelui Eduard al VII-lea sunt bine cunoscuți, deoarece dețin încă coroana britanică. După el, s-au succedat moștenitorii direcți: fiul său, George al V-lea (1865-1936), nepoții Eduard al VIII-lea (1894 - 1972) și George al VI-lea (1895-1952) și strănepoata Elisabeta a II-a (n. 1926).
Familia soției regelui este de oarecare interes, deoarece soția sa, Alexandra a Danemarcei (1844-1925), este fiica regelui Christian al IX-lea al Danemarcei, numit „socrul Europei”. Este, de asemenea, sora lui Dagmar rebotezată Maria Feodorovna atunci când a trecut la religia ortodoxă pentru căsătoria cu țarul Alexandru al III-lea al Rusiei (1845-1894) și a fost mama țarului Nicolae al II-lea. Este sora lui Frederic al VIII-lea, rege al Danemarcei (1843-1912) și a regelui George I al Greciei (1845-1913). Sora sa, Thyra (1853-1933), s-a căsătorit cu ultimul Prinț Moștenitor al Hanovrei, Ernest Augustus iar fratele cel mic Prințul Valdemar s-a căsătorit cu Marie de Orléans, strănepoata regelui Ludovic-Filip al Franței.

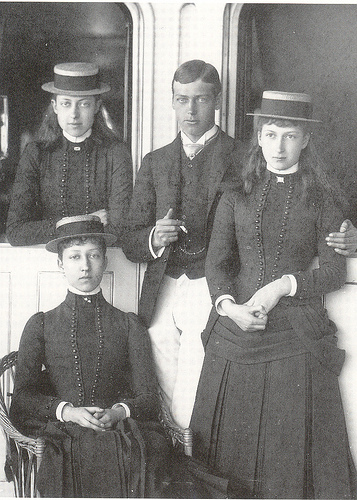
Viitorul rege George al V-lea împreună cu surorile sale Louise, Victoria și Maud, 1882-1885

Eduard al VII-lea și Alexandra a Danemarcei au avut șase copii: Albert Victor, Duce de Clarence, George V, Prințesa Louise, Prințesa Victoria Alexandra, Maud de Wales și Prințul Alexander John.
Primul copil al regelui, Albert Victor, Duce de Clarence, a murit la vârsta de 28 de ani de o pandemie de gripă, după câteva săptămâni de la logodna cu Mary de Teck.
Al doilea copil, cel care a devenit regele George al V-lea, s-a căsătorit cu logodnica fratelui său mai mare, Mary de Teck. Ramura mai mare, prin George al V-lea a rămas în întregime în Regatul Unit, membrii săi căsătorindu-se cu reprezentanți ai nobilimii locale, cu o excepție: Eduard al VIII-lea a creat o criză politică, constituțională și religioasă prin căsătoria cu o americancă divorțată, Wallis Simpson. Actualul monarh al Regatului Unit este strănepoata lui Eduard al VII-lea, Elisabeta a II-a. Fiul ei cel mare, Prințul Charles de Wales (n. 1948), este primul moștenitor al tronului care s-a căsătorit cu o englezoaică, Diana Spencer. Charles și Diana au divorțat la 28 august 1996 și au doi fii: William și Harry. William s-a căsătorit la 29 aprilie 2011 cu Kate Middleton, o englezoaică obișnuită, fără rang nobil, și au trei copii: Prințul George, Prințesa Charlotte și Prințul Louis. Harry s-a căsătorit în 2018 cu o actriță metisă, Meghan Markle.
George, Duce de Kent, fiul lui George al V-lea, s-a căsătorit cu o prințesă din familia regală a Greciei (Prințesa Marina a Greciei și Danemarcei) la fel cum va face și Prințesa Elisabeta prin căsătoria cu Prințul Filip al Greciei. Prințul Filip este prin tatăl său strănepotul regelui George I al Greciei (vom vedea mai jos strămoșii prin mama sa la descendenții Prințesei Alice).
Al treilea copil al regelui Eduard VII și prima fiică, Louise a Marii Britanii (1867-1931, a fost mama Prințesei Alexandra care s-a căsătorit cu vărul ei primar Prințul Arthur de Connaught (strănepot și el al reginei Victoria).
Al patrulea copil al regelui Eduard VII, Victoria Alexandra nu s-a căsătorit niciodată și nu a avut copii.
Al cincilea copil al regelui Eduard, Maud, s-a căsătorit cu cel care a devenit regele Haakon al VII-lea al Norvegiei (1872-1957) în timp ce el era fiul regelui Frederic al VIII-lea al Danemarcei. Linia a continuat până în zilele noastre cu fiul lor Olav al V-lea (1903-1991), căsătorit cu Märtha a Suediei (sora reginei Astrid a Belgiei) apoi cu actualul monarh al Norvegiei, regele Harald al V-lea (n.1937) și cu Prințul Moștenitor Haakon.

### Alice: Hesse - Grecia - Iugoslavia - Regatul Unit - Prusia - Rusia

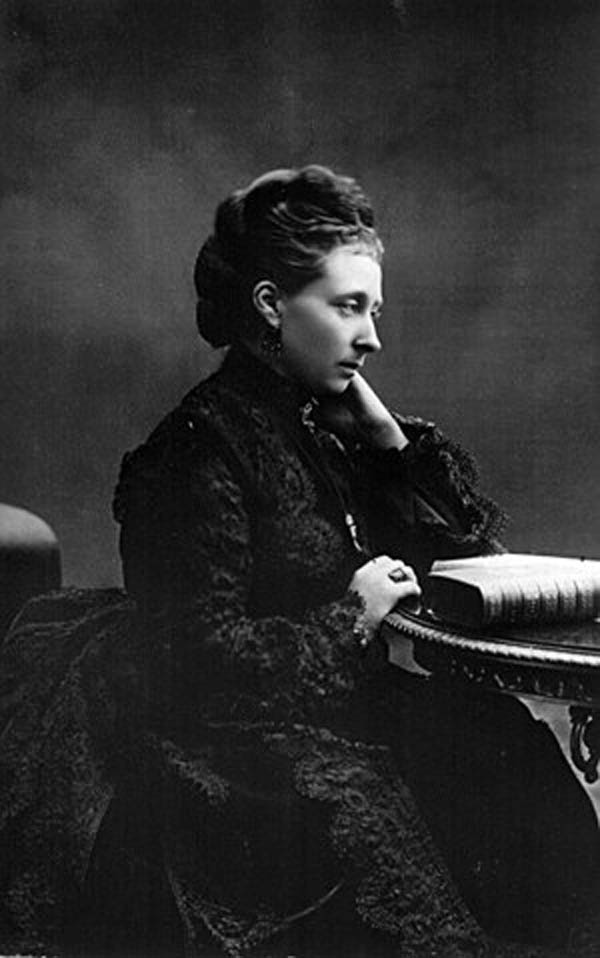
Alice de Hesse-Darmstadt

Povestea de viață a Alicei parcă a fost un roman tragic, un personaj care a transmis familiei sale gena hemofiliei. Unul din copii, Friedrich, a murit la vârsta de doi ani după ce a căzut de la o fereastră. La un an după ce soțul ei a devenit conducătorul Marelui Ducat de Hesse și de Rin, Marele Duce, Marea Ducesă și toți copiii în afară de Elisabeta, s-au îmbolnăvit de difterie; fetița cea mică, Maria, a murit de această boală. Când se părea că familia s-a recuperat, Alice s-a îmbolnăvit și ea și a murit la vârsta de 35 de ani.
Alice împreună cu soțul ei, Ludovic al IV-lea, Mare Duce de Hesse, a avut șapte copii: Prințesa Victoria de Hesse, Marea Ducesă Elisabeta Fiodorovna, Prințesa Irene de Hesse, Ernest Louis, Mare Duce de Hesse, Prințul Friedrich de Hesse, Alexandra, împărăteasă a Rusiei și Prințesa Maria de Hesse.
Fiica cea mare, Victoria de Hesse-Darmstadt, s-a căsătorit cu un verișor german al tatălui ei, Louis Alexandru de Battenberg (1854-1921), fiul lui Alexandru. Alexandru a făcut în 1851 o căsătorie morganatică cu Julia Hauke, numită prințesă de Battenberg probabil pentru a salva aparențele. Titlul a trecut la copii, creând astfel Casa de Battenberg.
Nepoata reginei Victoria, Victoria de Battenberg s-a instalat în Anglia cu toată familia care a fost renumită Mountbatten în 1917 când sentimentele antigermane erau în creștere. Victoria de Battenberg a avut patru copii:
1.Prințesa Alice de Battenberg (1885-1969) căsătorită cu Prințul Andrei al Greciei și mamă a: Margarita (1905-1981), căsătorită cu un prinț de Hohenlohe-Langenburg, Theodora (1906-1969), căsătorită cu șeful Casei de Bade, Cecilie (1911-1937) căsătorită cu Marele Duce de Hesse-Darmstadt, Sofia (1914-2001) și Filip, Duce de Edinburgh, soțul reginei Elisabeta a Regatului Unit.

2.Louise, regină a Suediei (1889-1965) care a fost a doua soție a regelui Suediei Gustaf VI Adolf (1882-1973).

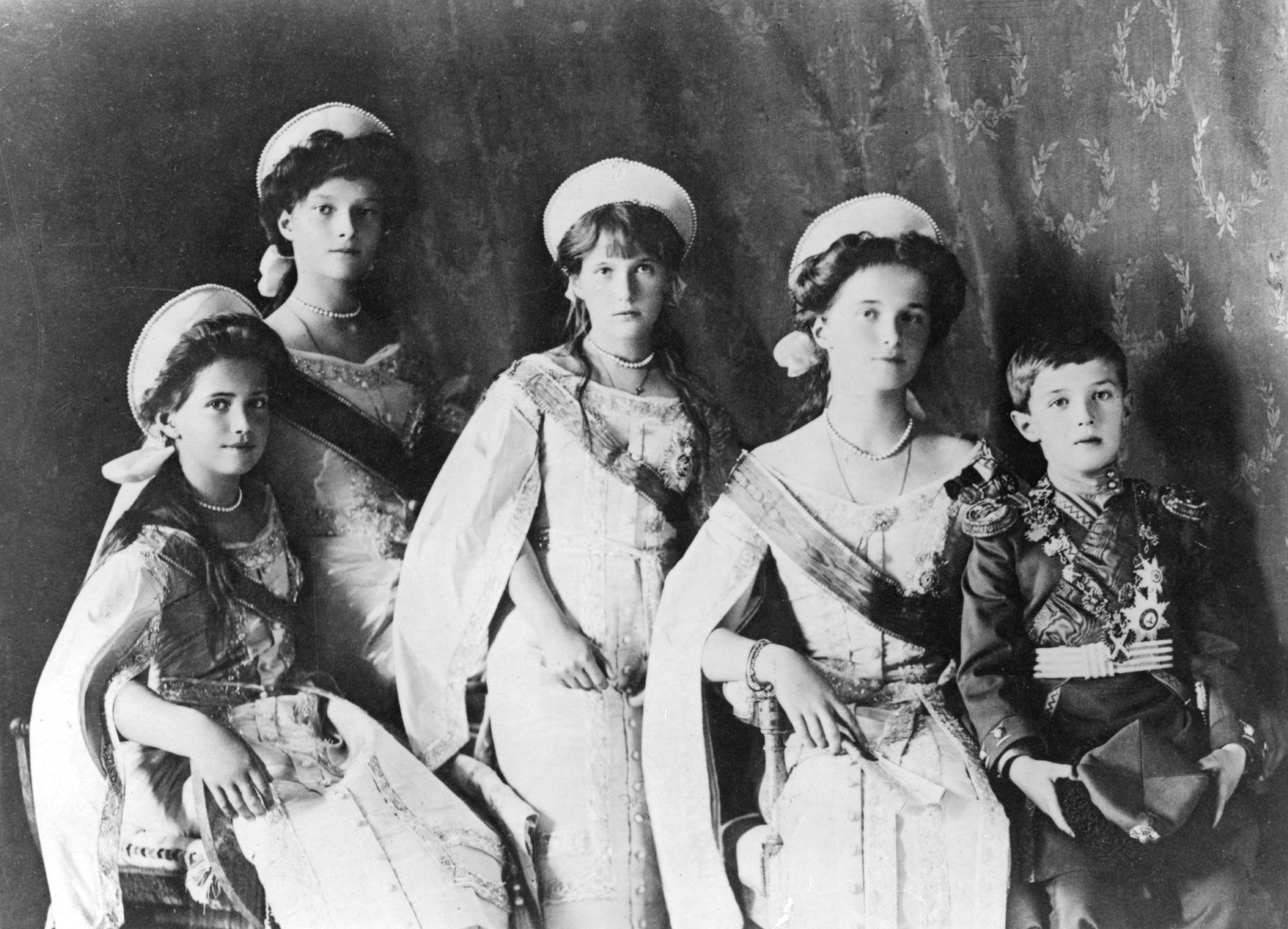
Copiii țarinei Alexandra Feodorovna (Alix de Hessa-Darmstadt) și ai țarului Nicolae al II-lea al Rusiei. De la stânga la dreapta: Marile Ducese Maria, Tatiana, Anastasia, Olga și țareviciul Alexei în 1910.

3.George Mountbatten, al 2-lea Marchiz de Milford Haven (1892-1938), ai cărui descendenți se găsesc astăzi în Anglia.

4.Louis Mountbatten, Primul Conte Mountbatten de Burma (1900-1979), ultimul vicerege al Indiei, asasinat pe nava sa dinamitată de IRA.

Elisabeta de Hesse-Darmstadt, a doua fiică a Alicei, a continuat romanul tragic deschis de mama sa. S-a căsătorit cu Marele Duce Serghei al Rusiei (1857-1905), unchiul țarului Nicolae al II-lea și guvernator al Moscovei, care a fost asasinat de un anarhist pe parcursul anului pre-revoluționar 1905. Ea a devenit mistică iar în 1918 a murit aruncată de vie într-o groapă de mină de către bolșevici.
Irene de Hesse-Darmstadt (1866-1963) a devenit prințesă a Prusiei prin căsătoria cu fratele împăratului Wilhelm al II-lea al Germaniei, Heinrich (1862-1922).
Ernest-Louis (1868-1937) a deținut titlul de Mare Duce de Hesse și de Rin de la moartea tatălui său până în 1918. El a fost ultimul Marele Duce. S-a căsătorit cu verișoara sa primară, fiica unchiului său Alfred, Duce de Saxa-Coburg-Gotha, Prințesa Victoria Melita (1876-1936). Dar, Ernest-Louis a fost homosexual în timp ce soția sa a avut caracterul puternic al nepoatele de Saxa-Coburg ale reginei Victoria. Divorțul s-a pronunțat în 1901. Apoi, Marele Duce s-a căsătorit cu prințesa Eleonore de Solms-Lich-Hohensolms (1871-1937), cu care a avut patru copii, dintre care doi au supraviețuit. Fiul său Georg Donatus de Hesse-Darmstadt a murit în 1937, împreună cu soția sa Cecilie a Greciei, doi dintre cei trei copii și mama sa, când avionul lor s-a prăbușit în Belgia, în timp ce călătoreau la Londra pentru nunta fratelui lui, Georg Donatus.
Cel mai renumit membru al familiei, a fost al șaselea copil, Alix de Hesse-Darmstadt (1872-1918), de care s-a îndrăgostit Nicolae al II-lea al Rusiei și a devenit țarină a Rusiei și sfântă a bisericii ortodoxe ruse după execuția de la Casa Ipatiev împreună cu țarul și cei cinci copii ai lor.

### Alfred: România – Iugoslavia – Habsbourg-Toscana – Rusia – Prusia – Hohenlohe-Langenburg – Orléans

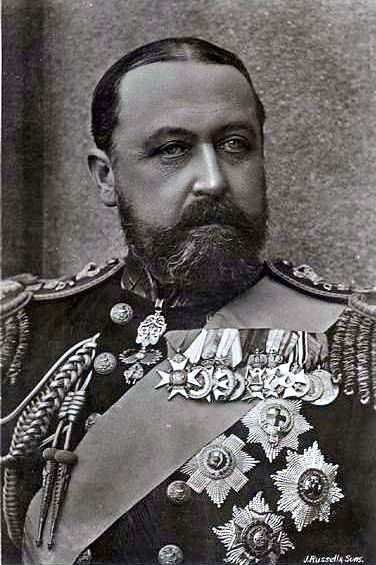
Alfred de Saxa-Coburg-Gotha

Al doilea fiu al reginei Victoria, Alfred de Edinburgh și Saxa-Coburg-Gotha; titlurile lui sunt Duce de Edinburgh, conte de Ulster și Conte de Kent. S-a căsătorit în 1874 cu  Maria Alexandrovna a Rusiei (1853-1920), singura fiică a țarului Alexandru al II-lea al Rusiei.
Ei au început un fiu Alfred (1874-1899) a cărui moarte prematură și tragică pune titlul de fiul lui Leopold de Saxa-Coburg-Gotha, subiectul fiind titlul la Legea salică și Regina Victoria a solicitat lui fiul lui Arthur de Connaught să renunț la ea pentru el și urmașii lui. Alfred și Maria Alexandrovna au avut cinci copii: Alfred, Prinț de Saxa-Coburg și Gotha, Maria, regină a României, Victoria, Mare Ducesă a Rusiei, Alexandra, Prințesă de Hohenlohe-Langenburg, Prințesa Beatrice, Ducesă de Galliera.
Primul copil și singurul fiu Alfred (1874-1899) a murit prematur și tragic la 24 de ani iar titlul de Saxa-Coburg și Gotha a trecut fiului lui Leopold, Charles Edward.
Prima fiică a lui Alfred, Marie Alexandra Victoria (1875-1938), s-a căsătorit în 1893 cu Prințul Moștenitor al României, Ferdinand de Hohenzollern, care a devenit rege sub numele de Ferdinand I. Maria se va dovedi un suveran foarte activ, în special pentru apărarea intereselor României la conferința care a precedat Tratatul de la Versailles și a obținut îmbunătățiri substanțiale pentru țara sa adoptivă.

Maria a fost mama regelui Carol al II-lea al României (1893-1953) care a avut un moștenitor pe linie masculină cu soția sa Elena a Greciei, o altă descendentă a Victoriei. Căsătoriile fiicelor Mariei exprimă politica din Balcani: fiica cea mai mare, Elisabeta (1894-1956), s-a căsătorit cu regele George al II-lea al Greciei (alt descendent al Victoriei); a doua fiică, Maria (1900-1961), a fost trimisă la Belgrad să se căsătorească cu regele Alexandru I al Iugoslaviei care a fost asasinat în 1934; a treia fiică, Ileana (1909-1991), s-a căsătorit cu Anton, arhiduce de Toscana care aparținea de o ramură mai mică a Habsburgilor.
A doua fiică a lui Alfred, Victoria Melita (1876-1936) - Melita pentru că s-a născut în Malta - s-a căsătorit prima dată cu vărul ei primar, Ernest Louis, Mare Duce de Hesse, fiul Alicei (vezi mai sus). Zvonurile despre sexualitatea soțului ei au fost motiv de divorț în 1901. Victoria Melita s-a îndrăgostit de Marele Duce Kiril al Rusiei (1876-1938), văr primar al țarului Nicolae al II-lea. Ei au avut dificultăți în a se accepta căsătoria la curtea imperiala din Sankt-Petersburg, împărăteasa era nimeni alta decât sora primului soț al Victoriei-Melita. Ea și Kiril au reușit să fugă în timpul Revoluției Ruse.

Singurul copil al Victoriei-Melita cu Ernest, Elisabeta, a murit la vârsta de opt ani de febră tifoidă. Cu Kiril a avut trei copii: Maria (1907-1951) căsătorită cu prințul Friedrich-Karl de Leiningen, Kira (1909-1967) căsătorită cu Louis-Ferdinand al Prusiei, și Vladimir (1917-1992) care s-a căsătorit cu prințesa Leonida Bagration-Moukhransky (1914-2010) din familia regală a Georgiei. Fiica lor Maria (n. 1953), soția prințului Franz Wilhelm al Prusiei, pretinde pentru fiul lor Georges titlul de moștenitor al coroanei imperiale ruse.
A treia fiică a lui Alfred, Alexandra (1878-1942), s-a căsătorit cu prințul Ernst de Hohenlohe-Langenburg. Primul lor copil, Gottfried, s-a căsătorit cu Margarita a Greciei, sora Prințului Filip, Duce de Edinburgh. 
Ultima fiică a lui Alfred, Beatrice (1884-1966), s-a căsătorit cu Alfonso de Orleans y Borbón, infante al Spaniei: din partea tatălui, el este stră-strănepot al regelui francez Ludovic-Filip I iar din partea maternă este stră-strănepot al regelui Ferdinand al VII-lea al Spaniei. Cu excepția hemofiliei, nepoatele reginei Victoria căsătorite în Spania au adus sânge proaspăt în această familie unde se făceau multe căsătorii cosanguine.

### Helena: Schleswig-Holstein

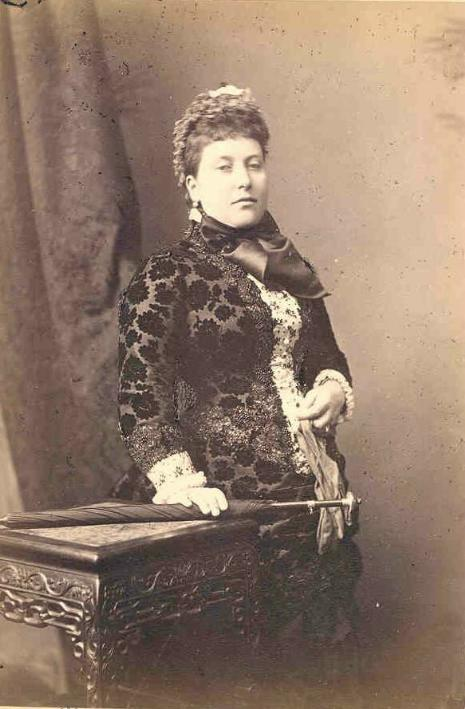
Helena de Schlesvig-Holstein

Helena s-a căsătorit în 1866 cu Christian de Schleswig-Holstein (1831-1917). Doi fii și două fiice au supraviețuit copilăriei; alți doi fii au murit la mai puțin de zece zile de la naștere. 
Prințesa Helena și Prințul Christian nu au avut nepoți legitimi deși au avut o singură nepoată naturală care a murit fără să aibă proprii ei copii. Fiul cel mare, Christian Victor, a murit la vârsta de 33 de ani de malarie în timp ce servea ca ofițer britanic în timpul războiului bur. Al doilea fiu, Albert, nu s-a căsătorit niciodată însă a avut o fiică care a fost crescută de o familie de evrei.
Al treilea copil și prima fiică, Helena, nu s-a căsătorit niciodată.
Al patrulea copil, Marie Louise s-a căsătorit în 1891 cu Prințul Aribert de Anhalt. Căsnicia a fost una nefericită și fără copii. Căsătoria a fost anulată în 1900. 
Ca și ceilalți membri ai familiei regale britanice cu titluri germane, Prințesa Helena,  Prințul Christian și cele două fiice au renunțat la titlul de Schleswig-Holstein în 1917 când Marea Britanie și Germania erau în război.

### Louise
Louise Caroline Alberta a fost artista familiei.
Pictor și sculptor, ea a fost primul copil al unui monarh britanic din 1515 care s-a căsătorit cu cinva care nu avea sânge regal. S-a căsătorit în 1871 cu John Campbell, al 9-lea Duce de Argyll (1845–1914)
A fost singurul copil din cei nouă ai reginei Victoria care nu a avut copii.

### Arthur: Suedia - Danemarca

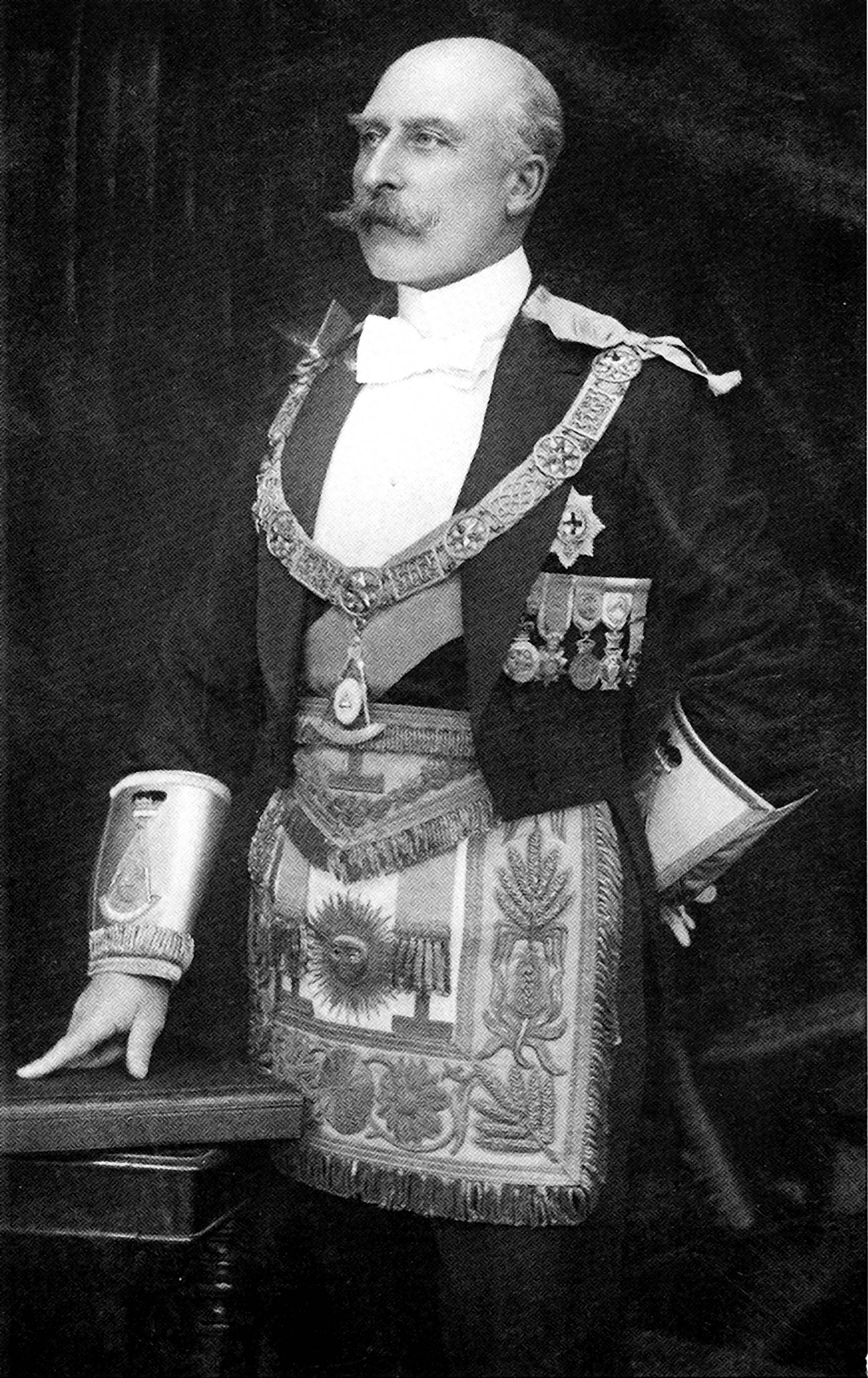
Arthur, Duce de Connaught

Arthur, Duce de Connaught și Strathearn s-a căsătorit la 13 martie 1879 cu Prințesa Louise Margaret a Prusiei, fiica unui văr german al împăratului Frederic al III-lea al Germaniei. Au avut 2 fiice și un fiu.

Fiica cea mare, Prințesa Margaret de Connaught (1882-1920), supranumită Daisy, a creat legături cu familiile regale ale Suediei și Danemarcei prin căsătoria cu viitorul rege Gustaf al VI-lea Adolf al Suediei (1882-1972).

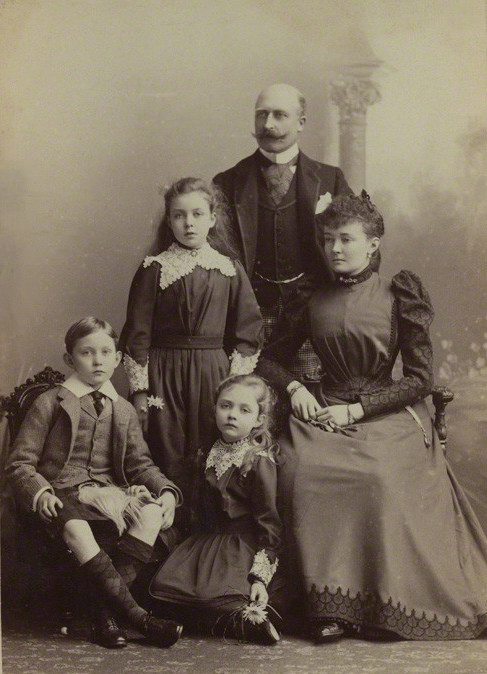
Arthur de Connaught și familia sa

Din cei șase copii, cel mai mare, Prințul Gustav Adolf, a murit înaintea tatălui său, însă nu înainte să aibă cinci copii cu soția sa Prințesa Sibylla de Saxa-Coburg-Gotha (descendentă a reginei Victoria). Ultimul lor copil, singurul fiu, este actualul monarh al Suediei, regele Carl XVI Gustaf.
Al treilea copil și singura fiică a lui Margaret, Ingrid (1910-2000), a devenit regină a Danemarcei prin căsătoria cu Frederic al IX-lea (1899-1972). Ingrid și Frederic au avut trei fete dintre care prima este actualul monarh al Danemarcei, regina Margareta a II-a (n. 1940) iar a treia este regina Greciei (n. 1946) prin căsătoria cu Constantin al II-lea al Greciei (n. 1940)
Ultimul copil al lui Margaret, Carl Johan Bernadotte (n. 1916), este ultimul strănepot în viață al reginei Victoria.
Al doilea copil al lui Arthur, numit tot Arthur (1883-1938), s-a căsătorit cu o nepoată a regelui Eduard al VII-lea al Regatului Unit, Prințesa Alexandra, Ducesă de Fife (1891-1959). Au avut un singur copil, Alastair, care a murit prematur în 1943 la vârsta de 29 de ani.
Al treilea copil al Arthur, Patricia (1886-1974), supranumită Patsy, a rămas în Anglia și s-a căsătorit cu Alexandre Ramsey (1891-1959) cu care a avut un singur fiu, de la care a avut trei nepoate, trei strănepoate și patru stră-strănepoți.

### Leopold: Teck – Saxa-Coburg-Gotha – Suedia

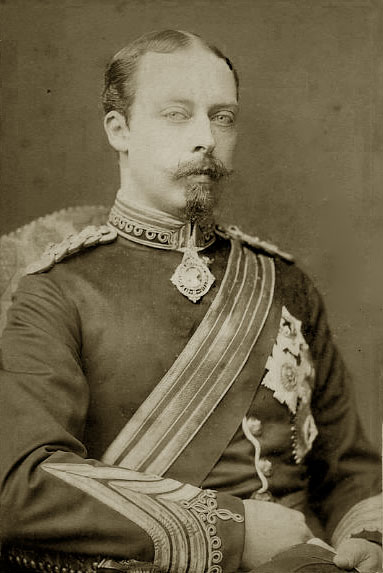
Leopold, duce de Albany

Prin Leopold (1853-1884) duce de Albany, s-a manifestat din nou gena hemofiliei, moștenire de la regina Victoria. Leopold s-a căsătorit în 1882 cu Helena de Waldeck și Pyrmont (1861-1922), sora cele de-a doua soții a regelui Willem al III-lea al Țărilor de Jos. Leopold și Helena au avut doi copii: Alice și Charles Edward. Leopold a murit la vârsta de 30 de ani după ce a căzut și și-a rănit genunchiul pe când era în Franța.

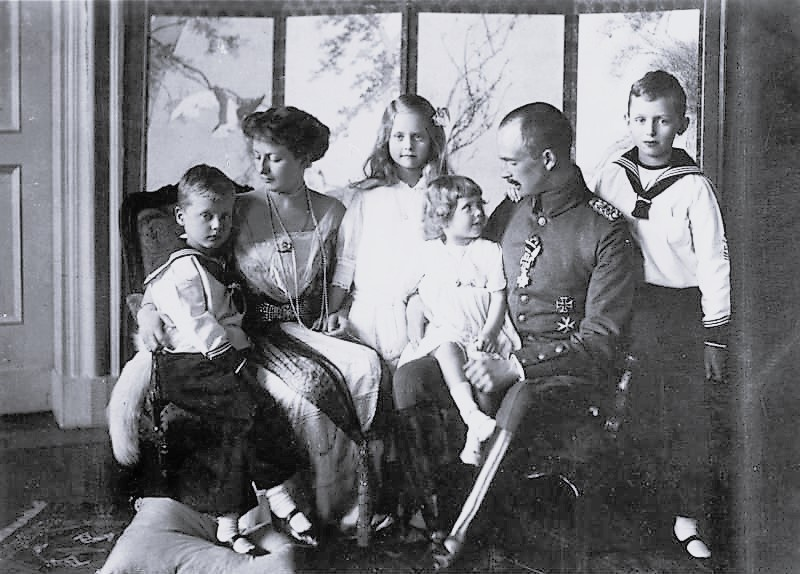
Charles Edward (fiul lui Leopold) și familia sa în 1918.

Fiica lui Leopold, Prințesa Alice de Albany (1883-1981), s-a căsătorit cu Prințul Alexander de Teck, fratele mai mic al reginei Mary, în 1904 și a devenit Contesă de Athlone când soțul ei a fost numit Conte de Athlone în iunie 1917. Alice a fost prințesa cu sânge regal cea mai longevivă și ultimul nepot în viață a reginei Victoria. Alice și Alexander au avut 2 fii și o fiică.
Fiul lui Leopold, Charles Edward (1884-1954), fiul postum al lui Leopold i-a succedat tatălui său ca Duce de Albany încă de la naștere. În 1900, Charles Edward i-a succedat unchiului său Alfred ca Duce de Saxa-Coburg și Gotha și a fost forțat să abdice în 1918. A fost deposedat de titlurile regale britanice și de toate onorurile în 1919 din cauza faptului că a fost general în armata germană în timpul Primului Război Mondial.
În 1905 s-a căsătorit cu Prințesa Victoria Adelaide de Schleswig-Holstein (1885–1970). Charles Edward și Victoria Adelaide au avut 3 fii și 2 fiice. Prin fiica sa Sibylla, Charles Edward a fost bunicul regelui Carl al XVI-lea Gustav al Suediei.

### Beatrice: Battenberg – Spania - Bourbon-Anjou

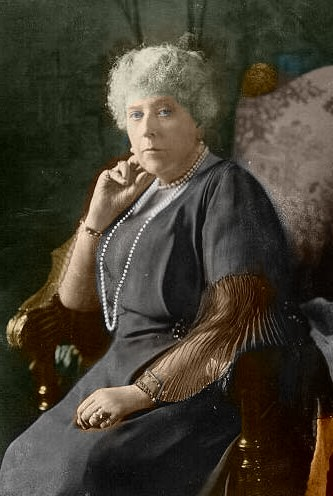
Beatrice de Battenberg

Beatrice, ultimul copil al reginei Victoria și al Prințului Albert de Saxa-Cobourg-Gotha, s-a căsătorit la 23 iulie 1885 cu Prințul Henry de Battenberg (1858-1896). Henry a fost fratele lui Louis care s-a căsătorit cu Victoria de Hesse-Darmstadt, fiica Alicei. Beatrice și Henry au avut 3 fii, 1 fiică (viitoarea regină Victoria Eugenia a Spaniei), 5 nepoți (1 a murit la naștere) și 3 nepoate.

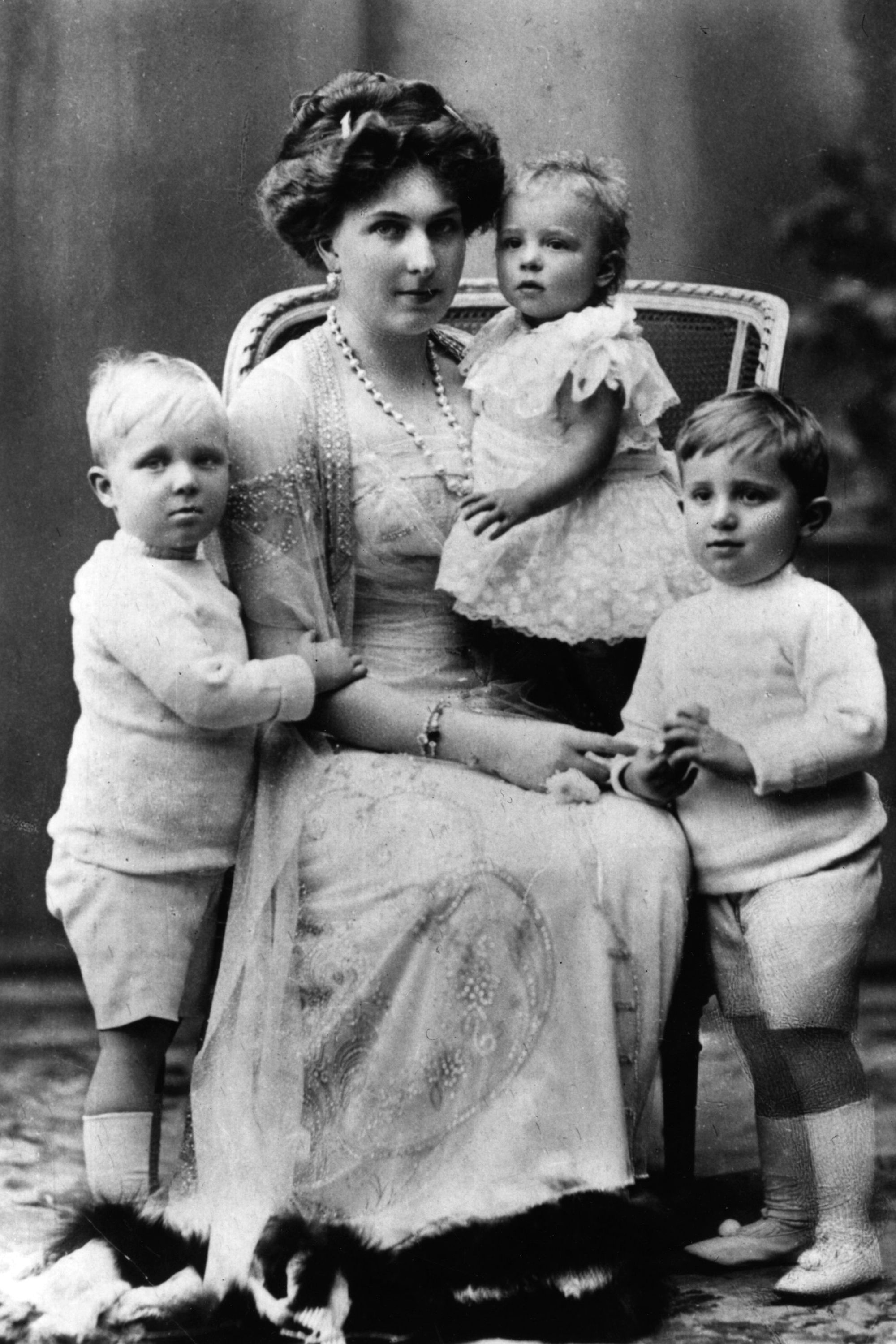
Fiica Prințesei Beatrice, Victoria Eugenie de Battenberg împreună cu primii ei trei copii.

Actualul rege Juan Carlos al Spaniei este nepot al Victoriei Eugenie, strănepot al Prințesei Beatrice și stră-strănepot al reginei Victoria.
Primul copil al Prințesa Beatrice, Alexander Mountbatten, Primul Marchiz de Carisbrooke (1886-1960), s-a căsătorit în 1917 cu Lady Irene Denison (1890–1956). A avut un singur copil, o fiică, Lady Iris Mountbatten (1920–1982). Lady Iris s-a căsătorit de trei ori și a avut un singur copil, Robin Alexander Bryan (n. 1957). Robin Alexander Bryan are 3 copii născuți cu trei femei diferite.
Al doilea copil al Prințesa Beatrice, Victoria Eugenie de Battenberg (1887-1969), supranumită Ena, s-a căsătorit în 1906 cu regele Alfonso al XIII-lea al Spaniei (1886–1931) cu care a avut 7 copii (5 fii și 2 fiice): Alfonso care a avut hemofilie; Jaime care a surzit; Beatrice care s-a căsătorit cu Alessandro Torlonia, prinț de Civitella-Cesi; Fernando a murit la naștere; Maria Cristina s-a căsătorit cu un conte italian Marone Cinzano; Juan și Gonzalo au avut hemofilie.

Juan a fost tatăl regelui Juan Carlos I al Spaniei. Juan Carlos s-a căsătorit în 1962 cu Sofia a Greciei (o descendentă a reginei Victoria) și au trei copii: Infanta Elena, Infanta Cristina, Felipe, Prinț de Asturias. Singurul lor fiu, Felipe, a devenit regele Felipe al VI-lea al Spaniei în 2014 după abdicarea lui Juan Carlos. Felipe s-a căsătorit cu Letizia, o femeie fără origine nobilă, și au două fiice: Infanta Leonor și Infanta Sofía.  
Al treilea copil al Prințesa Beatrice, Leopold Mountbatten (1889-1922), a fost hemofil și a murit la vârsta de 32 de ani în timpul unei operații. Nu s-a căsătorit niciodată și nu a avut copii.
Al patrulea copil al Prințesa Beatrice, Maurice de Battenberg (1891-1914) a murit la vârsta de 23 de ani în Primul Război Mondial.
1. ↑  „'Divorce': Queen to Charles and Diana”. BBC News. 20 decembrie 1995. Accesat în 12 octombrie 2008.
2. ↑  Markle, Meghan (17 august 2015). „I'm More Than An 'Other'”. Elle UK. Arhivat din original la 4 noiembrie 2016. Accesat în 4 noiembrie 2016.